# Цедиња
Цедиња (пољ. Cedynia) је град у Пољској са 1700 становника а општина има 4.338 становника. Налази се у војводству Западно Поморје и седиште је истоимене општине. Површина општине је 180,38 km²

## Историја
Већ у VII-VI веку п. н. е. на подручју данашње Цедиње настало је одбрамбено насеље лужичке културе. У периоду од IX до XII века настало је стратешко насеље које је чувало прелаз преко реке Одра.
Године 972. код насеља Мјешко I и његов брат Чићибор магнатом Ходоном. Године 1252. насеље су заузели Брандебуржани.
Град је 1299. године добио статус града. Од 1402. до 1454. насеље је припадало Крсташима. У XVII веку насеље је уништено од Швеђана.
Године 1701. Цедиња је уништена од Пруса. По завршетку Другог светског рата град је поново ушао у састав Пољске државе.

## Демографија
| 1995. | 2012. |
| ----- | ----- |
| 1.696 | 1.685 |

## Туристичке атракције
- - Цедињски парк
  - Готска црква рођења пресвете Богородице из XIII века.
  - Регионални музеј
  - Споменик пољске победе над Одром саграђен 1972. године
  - Ратуш из прве половине XIX века.
  - Остаци манастира из XIII-XVI века.
  - Археолошка налазишта
    - остаци зидина
    - насеље лужичке културе из VII-VI века п. н. е.,

  - насеље из X-XII века.